# 1,5-pentaandiol
1,5-Pentaandiol is een chemische verbinding uit de groep van diolen of glycolen. Het is een kleurloze, viskeuze vloeistof.

## Synthese
1,5-Pentaandiol bekomt men door de hydrogenering van glutaarzuur.
Men kan het ook produceren door de hydrogenering van furfural op hoge druk en temperatuur.

## Toepassingen
1,5-Pentaandiol is een veelgebruikte weekmaker voor kunststoffen. Het is, net als andere glycolen een monomeer voor polyesters. Het kan ook gebruikt worden als solvent.